# Philippe Verneret
 Philippe Verneret, né le 3 juillet 1962, est un skieur alpin français, spécialiste des épreuves de vitesse.

## Biographie
Il est deux fois champion de France de descente, en 1979 et en 1982.
Il participe à trois championnats du monde de ski, en 1982, 1985 et 1987. Il y prend notamment la 20e puis deux fois la 11e place en descente (en étant le meilleur Français).
Il participe à deux Jeux olympiques , en 1984 et 1988. 
En coupe du monde, il réalise 15 Tops-15 au cours de sa carrière, dont 11 en descente. Son meilleur résultat est la 7e place de la descente de Val d'Isère en 1985. 
De 2008 à 2014, il est le premier maire-adjoint de la commune de Morillon.

## Palmarès

### Jeux olympiques
| Épreuve / Édition | Descente | Super G |
| JO 1984 Sarajevo  | 29e      | -       |
| JO 1988 Calgary   | Abandon  | Abandon |

### Championnats du monde
| Épreuve / Édition           | Descente | Super G | Combiné |
| Mondiaux 1982 Schladming    | 20e      | -       | 25e     |
| Mondiaux 1985 Bormio        | 11e      | -       | Abandon |
| Mondiaux 1987 Crans-Montana | 11e      | 30e     | -       |

### Coupe du monde
- Meilleur classement général : 72e en 1984.
- Meilleur classement de descente : 31e en 1986.
- 15 Tops-15.

#### Classements
| Saison / Épreuve | Saison / Épreuve | Général | Général | Descente | Descente | Slalom géant | Slalom géant | Combiné | Combiné |
| ---------------- | ---------------- | ------- | ------- | -------- | -------- | ------------ | ------------ | ------- | ------- |
| Saison / Épreuve | Saison / Épreuve | Class.  | Points  | Class.   | Points   | Class.       | Points       | Class.  | Points  |
| 1987-1988        | 1987-1988        | 79e     | 10      | 32e      | 10       | -            | -            | -       | -       |
| 1985-1986        | 1985-1986        | 73e     | 15      | 31e      | 14       | -            | -            | 41e     | 1       |
| 1984-1985        | 1984-1985        | 94e     | 5       | 32e      | 3        | 53e          | 1            | 41e     | 1       |
| 1983-1984        | 1983-1984        | 72e     | 11      | 34e      | 4        | -            | -            | 27e     | 7       |
| 1982-1983        | 1982-1983        | 101e    | 1       | 37e      | 1        | -            | -            | -       | -       |
| 1981-1982        | 1981-1982        | 92e     | 4       | 32e      | 4        | -            | -            | -       | -       |

### Championnats de France
En 1979, il est Champion de France de descente, ex-aequo avec Pascal Martin.
En 1982, il est Champion de France de descente